# Vládní obvod Stuttgart
Vládní obvod Stuttgart (německy Regierungsbezirk Stuttgart) je jeden ze čtyř vládních obvodů spolkové země Bádensko-Württembersko v Německu. Nachází se zde dva městské okresy a jedenáct zemských okresů. Hlavním městem je Stuttgart. V roce 2010 zde žilo 4 016 012 obyvatel.

## Městské okresy
1. Heilbronn
2. Stuttgart

## Zemské okresy
1. Böblingen
2. Esslingen
3. Göppingen
4. Heidenheim
5. Heilbronn
6. Hohenlohe (Hohenlohekreis)
7. Ludwigsburg
8. Mohan-Tauber (Main-Tauber-Kreis)
9. Ostalb (Ostalbkreis)
10. Rems-Murr (Rems-Murr-Kreis)
11. Schwäbisch Hall